# Ga tòa thị chính Bucheon
Ga Toà thị chính Bucheon (Tiếng Hàn: 부천시청역, Hanja: 富川市廳驛) là ga tàu điện ngầm trên Tàu điện ngầm Seoul tuyến 7 ở Jung-dong, Wonmi-gu, Bucheon-si, Gyeonggi-do. Có tổng cộng 5 lối ra, trong đó lối ra 3 được nối với E-Mart chi nhánh Jung-dong và Cửa hàng bách hóa Hyundai chi nhánh Jung-dong. Tòa thị chính Bucheon ở gần đó.

## Lịch sử
- 27 tháng 10 năm 2012: Việc kinh doanh bắt đầu với việc khai trương phần mở rộng Onsu ~ Văn phong Bupyeong-gu của Tàu điện ngầm Seoul tuyến 7
- 23 tháng 1 năm 2015 : Khởi công lắp đặt thang cuốn đi xuống tại lối ra 1 và 4
- 1 tháng 7 năm 2015 : Hoàn thành lắp đặt thang cuốn đi xuống  lối ra 1 và 4.
- 15 tháng 10 năm 2015 : Khởi công lắp đặt thang cuốn đi lên tại cửa số 2 và cửa số 5
- 5 tháng 1 năm 2016 : Hoàn thành lắp đặt thang cuốn đi lên tại cửa số 2 và cửa số 5 .
- 1 tháng 1 năm 2022 :  Chuyển giao quyền điều hành cho Tổng công ty Vận tải Incheon

## Bố trí ga
| Sinjung-dong ↑ |
| S/B N/B \|     |
| ↓ Sang-dong    |

| Hướng Bắc | ● Tuyến 7 | ← Hướng đi Sân vận động Bucheon · Onsu · Daerim · Jangam               |
| Hướng Nam | ● Tuyến 7 | → Hướng đi Sang-dong · Gulpocheon · Văn phong Bupyeong-gu · Seongnam → |

## Xung quanh nhà ga
| Lối ra \| 나가는 곳 \| Exit \| 出口 | Lối ra \| 나가는 곳 \| Exit \| 出口 |
| ----------------------------------- | --- |
| 1                                   | Tòa thị chính Bucheon, Trung tâm nghệ thuật Bucheon Hướng Cầu Vượt Gyenam Công viên trung tâm |
| 2                                   | Ngã tư Seokcheon Hướng tới cầu vượt Mujigae Bệnh viện Bucheon Đại học Soonchunhyang Chi nhánh E-Mart Jungdong Trung tâm phát triển nguồn nhân lực phụ nữ Bucheon                                           |
| 3                                   | Công viên Ahn Jung-geun Bưu điện Bucheon Hướng đi của ga Bucheon Sopoong Cửa hàng bách hóa Hyundai chi nhánh Jungdong                                                                                      |
| 4                                   | Hướng tới nhà thi đấu Bucheon Trung tâm phúc lợi hành chính Shinjungdong Khu Jung-dong Trường trung học nghệ thuật Kyunggi Công viên Gyenam Trường tiểu học Bukwang Văn phòng Việc làm và Lao động Bucheon |
| 5                                   | Giao lộ Munyae Hướng Cầu vượt Gyenam Trường tiểu học Buheung Trung tâm An toàn Seobu 119 Hướng tới trường trung học Jungheung Đến Bệnh viện Đa khoa Daniel                                                 |